# Sextet (Reich)
Pour les articles homonymes, voir Sextet (homonymie).
Sextet (initialement Music for Percussion and Keyboards) est une œuvre musicale de Steve Reich composée entre 1984-1985 pour un ensemble concertant de six musiciens.

## Historique
Sextet est une commande de groupe Laura Dean Dancers and Musicians et du gouvernement français. La pièce est partiellement terminée en décembre 1984 pour sa première donnée le 19 décembre 1984 au Centre Pompidou à Paris par l'ensemble Nexus sous le titre Music for Percussion and Keyboards.
La partition du dernier mouvement est révisée en janvier 1985 et le titre de l'œuvre est raccourci en Sextet. La version finale est utilisée comme musique du spectacle Impact de Laura Dean le 31 octobre 1985 lors du Next Wave Festival de la Brooklyn Academy of Music à New York mais sera réellement jouée en concert par le Steve Reich and Musicians seulement le 20 janvier 1986 au Avery Fisher Hall du Lincoln Center, soit un an et demi après sa première mondiale.
Le travail collaboratif entre Dean et Reich sera récompensé par un Bessie Award commun décerné en 1986.

## Structure
Sextet est composé de cinq mouvements joués attacca :
1. Premier mouvement – rapide (env. 11 min)
2. Deuxième mouvement – modéré (env. 4 min 30 s)
3. Troisième mouvement – lent (env. 2 min 30 s)
4. Quatrième mouvement – modéré (env. 3 min 30 s)
5. Cinquième mouvement – rapide (env. 6 min)

Sextet a été écrit pour deux pianos, deux synthétiseurs, trois marimbas, deux vibraphones, deux grosses caisses, un tam-tam, un crotale et des baguettes. Si les musiciens ne sont pas capables de doubler certains instruments, Reich propose simplement d'ajouter des musiciens, le sextet passant alors à un octet.
Cette pièce fait suite à The Desert Music composée juste avant et à laquelle elle emprunte l'harmonie et la structure générale en arche ABCBA. Elle est également dans la lignée de Drumming qui constitue le travail séminal du compositeur pour ces ensembles de percussions basés sur des idiophones.

## Enregistrements
- Sextet, Six Marimbas, par Steve Reich and Musicians, Nonesuch Records (1986).
- Sextet, Piano Phase, Eight Line, par le London Steve Reich Ensemble, CPO (2007).